# Алтаир
Алтаир или алфа Орла (лат. α Aquilae, α Aql) је најсјајнија звезда сазвежђа Орао и дванаеста најсјајнија звезда ноћног неба. Од звезда прве магнитуде, од Алтаира су ближе само алфа Кентаура, Сиријус и Процион. Назив Алтаир потиче од арапске речи al-nasr al-ta’ir, и значи „летећи орао“. Орлом или орловом звездом су га називали још древни Вавилонци и Сумери.
Алтаир је звезда главног низа Х-Р дијаграма, спектралне класе A7V, температуре 7550 К. Од Сунца је удаљена 16,7 светлосних година, што значи да је 10,6 пута луминознија од њега. Маса Алтаира износи између 1,7 и 1,8 маса Сунца, а радијус му је такође 1,7-1,8 пута већи од радијуса Сунца. Алтаир ротира брзином од 210 km/s, тако да му је за једну ротацију потребно приближно 10 часова, наспрам Сунчевих 2 km/s и периода ротације од готово месец дана. Ова брзина ротације чини да је екваторијални радијус Алтаира око 14% већи од поларног.
Алтаир је променљива звезда типа δ Scuti, са сјајем који варира неколико хиљадитих делова магнитуде. Промена сјаја Алтаира је комбинација 9 различитих периода у трајању од 50 минута до 9 сати. Неки од ових периода су вероватно повезани са брзом ротацијјом Алтаира.
Иако је стар свега неколико стотина милиона година, због велике масе Алтаир ће већ за приближно милијарду годину исцрети водоник у језгру, након чега ће прећи у стадијум црвеног џина или цефеиде пре него што одбаци спољашње слојеве и оголи своје језгро у виду белог патуљка.
Алтаир је јужно теме астеризма Летњи троугао (друга два темена троугла су Вега и Денеб).

## Номеклатура
α Аквили (латинизирано у Alpha Aquilae) је Бајерова ознака звезде. Традиционално име Алтаир се користи од средњег века. То је скраћеница од арапске фразе النسر الطائر (десна, прва реч која има облике од Ал Неср, у распону до Ан-ниср) Al-ta'ir, "the flying (eagle)".
Године 2016, Међународна астрономска унија организовала је Радну групу за имена звезда (WGSN) за каталогизацију и стандардизацију имена звезда. Први билтен WGSN-а из јула 2016. године укључивао је табелу прве две серије имена које је одобрио WGSN, укључујући Алтаир за ову звезду. То је сада унето у IAU каталог имена звезда.

## Физичке карактеристике
Заједно са β Аквили и γ Аквили, Алтаир чини добро познату линију звезда која се понекад назива Породица Аквили или Осовина Аквили.
Алтаир је звезда главне секвенце типа А са око 1,8 пута већом масом од Сунца и 11 пута већом луминозношћу. Алтаир се брзо ротира, са периодом ротације од око 9 сати; поређења ради, екватор Сунца прави потпуну ротацију за нешто више од 25 дана. Његова брза ротација приморава звезду да буде спљоштена; његов екваторијални пречник је преко 20 процената већи од његовог поларног пречника.
Сателитска мерења обављена 1999. године са Инфрацрвеним експлорером широког поља показала су да осветљеност Алтаира незнатно флуктуира, варирајући за само неколико хиљадитих делова магнитуде са неколико различитих периода краћих од 2 сата. Као резултат тога, идентификована је 2005. као променљива звезда Делта Скути. Њена светлосна крива се може апроксимирати сабирањем већег броја синусних таласа, са периодима који се крећу између 0,8 и 1,5 сати. То је слаб извор короналне рендгенске емисије, при чему се најактивнији извори емисије налазе у близини звезданог екватора. Ова активност може бити последица конвекцијских ћелија које се формирају на хладнијем екватору.